# L’Hospitalet-du-Larzac
L’Hospitalet-du-Larzac (okzitanisch L’Espitalet de Larzac) ist eine französische Gemeinde mit 344 Einwohnern (Stand 1. Januar 2022) im Département Aveyron in der Region Okzitanien. Sie gehört zum Arrondissement Millau und zum Kanton Causses-Rougiers.

## Geographie
Der Ort liegt im südlichen Zentralmassiv im Bereich der Hochebene der Causse du Larzac zwischen Millau im Nordnordwesten und Montpellier im Südosten. Das Gemeindegebiet gehört zum Regionalen Naturpark Grands Causses.
Le Plomb du Larzac ist eine unregelmäßig geformte bleierne Fluchtafel, die 1983 von Alain Vernhet (1941–2018) und Francis Jeanjean in einem Grab in L’Hospitalet-du-Larzac gefunden wurde.

## Bevölkerungsentwicklung
| Jahr                       | 1962 | 1968 | 1975 | 1982 | 1990 | 1999 | 2006 | 2016 |
| Einwohner                  | 205  | 218  | 233  | 247  | 246  | 249  | 312  | 280  |
| Quellen: Cassini und INSEE |      |      |      |      |      |      |      |      |